# Un coin paisible
Pour plus de détails, voir Fiche technique et Distribution.
Un coin paisible, ou Quel endroit paisible (Wabbit Twouble), est un cartoon de 1941 dans la série Merrie Melodies réalisé par Bob Clampett et mettant en scène Elmer Fudd et Bugs Bunny.

## Résumé
Vacancier roulant à bord d'une vieille Ford T, Elmer décide de camper dans une clairière du parc Yellowstone sans se douter que Bugs Bunny y vit aussi. Il commence par faire des nœuds avec la tente d'Elmer, puis avec les doigts de ce dernier. Le campeur cloue une planche sur le terrier de Bugs sans se douter que le lapin le passe sans problème. Bugs fait croire à Elmer qu'il est le soir en avançant son réveil et en lui installant des lunettes noires pendant son sommeil. Il le réveille d'une façon cavalière et profite de ce qu'Elmer est aveuglé par du savon pour l'attirer dans un canyon. Le campeur, fou furieux, décide de le tuer mais tombe nez à nez avec un grizzli. Il fait le mort et l'ours est remplacé par Bugs. En se rendant compte de la supercherie, Elmer le frappe. Mais il s'agit à ce moment-là du vrai grizzli. Après une course-poursuite dans les bois, Elmer s'enfuit sans demander son reste. Il détruit un panneau au passage. Un garde forestier l'a vu et conduit Elmer en prison. À la fin du cartoon, Elmer s'aperçoit que Bugs et le grizzli sont dans sa cellule.

## Le «gros Elmer»
Dans ce cartoon, Elmer apparaît pour la première fois sous les traits d'un homme grassouillet, pour ressembler davantage à celui qui donne alors sa voix originale : Arthur Q. Bryan, et rendre ainsi l'antagoniste de Bugs plus comique. Cette forme d'Elmer sera utilisée encore dans quatre autres cartoons : The Wabbit Who Came to Supper, The Wacky Wabbit, Fresh Hare et Any Bonds Today? avant d'être abandonnée.

## Fiche technique
Source IMDb
- réalisateur : Robert Clampett  (comme : Wobert Cwampett)
- scénario : Dave Monahan
- producteur : Leon Schlesinger
- studio de production : Leon Schlesinger Studios
- musique : Carl W. Stalling   (non crédité)
- montage : Treg Brown  (non crédité)
- effets sonores : Treg Brown  (non crédité)
- Distribution : États-unis :
1941 : Warner Bros. Pictures
2003 : Warner Home Video (DVD)
- langue : anglais
- format : couleur (Technicolor) - 35 mm - 1,37:1 - son mono - procédé cinématographique : sphérique
- genre : court métrage de dessin animé comique
- durée : 8 minutes
- pays de production : États-unis
- sortie : 
  - États-unis : 20 décembre 1941
  - États-Unis : 22 août 1957 (sortie en CinemaScope)

### Animateurs
- Sidney Sutherland animateur (comme : Sid Suthewand)
- Bill Melendez  animateur (non crédité)
- Rod Scribner (en)  animateur (non crédité)

## Distribution
Voix originales :
- Mel Blanc :  Bugs Bunny / l'ours   (non crédité)
- Arthur Q. Bryan : Elmer Fudd  (non crédité)

## Orchestration
- Carl W. Stalling : directeur de la musique (comme : Cawl W. Stawwing)
- Milt Franklyn : chef d'orchestre (non crédité)

## Musiques
Source IMDb
- Ouverture de Guillaume Tell de Gioachino Rossini (musique non créditée)

Musique jouée quand l'ours chasse Elmer parmi les arbres
- Am I Blue?, musique par Harry Akst (musique non créditée)

Musique jouée quand l'ours, Bugs et Elmer se retrouvent ensemble en prison.
- Says Who? Says You, Says I!, musique de Harold Arlen (musique non créditée)

Musique de la présentation des crédits au début, jouée aussi quand Elmer se lave le visage.
- The Angels Came Thru, musique de Ernesto Lecuona (musique non créditée)

Musique jouée quand Elmer va dormir.

## Big Chungus
Une scène d'un coin paisible est devenue le sujet d'un mème Internet. Lorsque Bugs se moque d'Elmer en imitant son apparence, cela a donné naissance à une multitude de détournement ironique vers la fin des années 2010,,. Il fut donné le nom de "Big Chungus" et est souvent accompagné d'une fausse jaquette de jeu vidéo sur PS4. il a été depuis réutilisé dans le jeu mobile Looney Tunes: World of Mayhem, et fait une référence très rapide dans le film Space Jam : Nouvelle Ère.